# 臺中市豐原區瑞穗國民小學
臺中市豐原區瑞穗國民小學（簡稱瑞穗國小），是一所臺灣臺中市豐原區的國民小學。

## 校史

### 日治時期
- 1907年3月，葫蘆墩公學校（今豐原國小）於媽祖廟（豐原慈濟宮）東側成立葫蘆墩公學校女子分班。
- 1918年4月，獨立稱葫蘆墩女子公學校。
- 1921年5月，因應地名異動，校名改為豐原女子公學校。
- 1934年11月，新建校舍落成遷入上課。校門位於今中山路上，校園北起今西安街，南至今中興路。[1]
- 1935年4月，改名為瑞穗公學校，改辦男女學生兼收。
- 1941年4月，改稱瑞穗國民學校，增收二年制高等科。
- 1943年4月，設立千秋分教場。
- 1945年4月，千秋分教場獨立為南陽國民學校（今南陽國小）。

### 民國時期
- 1945年10月，更名為臺中縣瑞穗國民學校。11月，停辦高等科。
- 1946年11月，改稱臺中縣豐原第二國民學校。
- 1947年7月，校名改稱臺中縣瑞穗國民學校。
- 1950年10月，臺中縣設治豐原，校舍充為臺中縣政府辦公廳舍，學生借用豐原國小、富春國小兩校教室上課。
- 1954年3月，於西安街「文小用地」（現址）逐年興建新校舍。
- 1957年9月，設立三村分校。
- 1959年2月，三村分校獨設校為合作小學。
- 1960年9月，全校師生遷至西安街新校舍上課。
- 1968年6月，玄關大樓新建工程完工。8月，實施九年國民教育，改稱臺中縣豐原鎮瑞穗國民小學。
- 1976年因豐原鎮改制為市，而校名改為臺中縣豐原市瑞穗國民小學。
- 1977年8月，奉指定為新課程實驗試用學校。10月，奉准設立資賦優異兒童教育實驗班。
- 1982年1月，新建辦公室及地下室完工。
- 1992年12月，新建教室落成啟用，消除二部制教學。
- 2008年12月，九十週年校慶暨新建和平大樓落成啟用。
- 2010年12月25日，台中縣市合併升格直轄市，改名為臺中市豐原區瑞穗國民小學
- 2014年1月16日，新建仁愛大樓落成啟用。

## 歷任校長

### 日治時期
1. 陳蔡喜：1918年4月－1933年3月
2. 山崎睦雄：1933年4月－1941年3月
3. 兒島高英：1941年3月－1945年4月
4. 松村逸雄：1945年4月－1945年10月

### 民國時期
1. 呂厚嶋：1945年10月－1951年8月
2. 林茂崙：1951年8月－1958年10月
3. 詹昭寶：1958年10月－1960年9月
4. 劉枝成：1960年9月－1970年8月
5. 孟瑛麟：1970年8月－1972年5月
6. 胡雅標：1972年5月－1981年4月
7. 吳盈周：1981年4月－1988年9月
8. 江國藩：1988年9月－1991年8月
9. 蕭鏈富：1991年8月－1995年2月
10. 廖銘塗：1995年2月－1997年8月
11. 吳寶珍：1997年8月－1998年8月
12. 林政宏：1998年8月－2002年8月
13. 朱明煜：2002年8月－2004年8月
14. 藍大銘：2004年8月－2005年8月
15. 楊朝銘：2005年8月－2013年8月
16. 尤長亮：2013年8月－2021年8月
17. 詹文成：2021年8月－現任

## 空間概況
- 普通教室數：96 間
- 專科教室數：21 間
- 廁所：30 間

## 學區
- 西安里、西勢里、東勢里、民生里、富春里、葫蘆里。（全里）
- 中興里：第1-19鄰。
- 田心里：第7-11、13、16、21鄰。
- 社皮里：第2、18-20、22-25、31- 34、37、38、42、45-51鄰。

## 校友
- 林仲秋：知名棒球國手，中華職棒三商虎全壘打王。
- 張雨生：臺灣國語流行歌手，第9屆金曲獎得主。
- 江啟臣：中國國民黨籍立法院副院長，曾任中國國民黨主席。
- 徐中雄：中國國民黨籍立法委員，臺中市合併改制直轄市後首任副市長。
- 魏耀揮：前馬偕醫學院院長，馬偕醫學院創校校長。[來源請求]
- 淨心長老：台灣佛教界國寶，世界佛教華僧會會長，曾任中國佛教會第13-14屆理事長，第24屆（1941年3月）畢業，已於2020年2月15日安詳示寂。

## 外部連結
- 臺中市豐原區瑞穗國民小學 （页面存档备份，存于）
- 校友名錄 （页面存档备份，存于）